# 前野景定
前野 景定（まえの かげさだ）は、安土桃山時代の武将。豊臣氏の家臣。本名は坪内景定。豊臣秀次に近習家老として仕えた。官位は出雲守。

## 生涯
羽柴秀吉（豊臣秀吉）の重臣・前野長康の子として生まれる。はじめ父の別名坪内光景からの偏諱の「景」の字と坪内氏の通字の「定」の字をとって坪内景定と名乗る。後に父長康の「長」の字を賜って前野長重を名乗る。文禄の役の際は父と違って在京した。父と共に豊臣秀次付の家老となって秀次を支えた。しかし文禄4年（1595年）、秀次事件で秀次を弁護したことにより、豊臣秀吉から秀次与党として謀反連座の疑いで父と共に捕らえられ、中村一氏に預けられた。そしてそこで秀吉の命令により切腹した。駿河府中にて切腹ともされる。父もその3日後に伏見六漢寺で腹を切った。
なお景定の妻・御長（おちょう、於蝶）にも捕縛命令が出された。彼女は細川忠興の長女であったため、慌てた細川家では、重臣の松井康之などが奔走し、景定から離縁出家させて、ようやく捕縛を免れたという。また『武功夜話』によると男子、女子それぞれ1人の子がいたとされるが、これら2人の母親が御長だった場合、この子供は明智光秀の曾孫ということになるが、その2人が後にどうなったかは分かっていない。

## 演じた人物
- 瀬川亮 ：大河ドラマ『功名が辻』、2006年、NHK